# Pierre-Antoine Balhan
Pierre-Antoine Balhan (21 oktober 1992) is een Belgische atleet, die gespecialiseerd is in de middellange afstand. Hij werd driemaal Belgisch kampioen.

## Loopbaan
Balhan nam in 2009 op de 800 m deel aan de wereldkampioenschappen U18. Hij werd uitgeschakeld in de halve finales. In 2011 werd hij voor het eerst Belgisch kampioen op die afstand. Het jaar nadien verlengde hij deze titel.
In 2013 nam Balhan op de 800 m deel aan de Europese kampioenschappen U23. Hij werd achtste in de finale. In 2015 werd hij Belgisch indoorkampioen op die afstand.
Balhan was aangesloten bij RCA Spa, CS Vorst en Excelsior Sports Club.

## Belgische kampioenschappen
Outdoor
| Onderdeel | Jaar       |
| --------- | ---------- |
| 800 m     | 2011, 2012 |

Indoor
| Onderdeel | Jaar |
| --------- | ---- |
| 800 m     | 2015 |

## Persoonlijke records
Outdoor
| Onderdeel | Prestatie | Datum        | Plaats             |
| --------- | --------- | ------------ | ------------------ |
| 400 m     | 48,16     | 19 mei 2012  | Nijvel             |
| 800 m     | 1.46,60   | 5 juli 2012  | Naimette-Xhovémont |
| 1000 m    | 2.25,06   | 13 juli 2010 | Luik               |
| 1500 m    | 3.42,78   | 21 juli 2012 | Ninove             |
| 3000 m    | 8.26,98   | 14 mei 2017  | Brussel            |

Indoor
| Onderdeel | Prestatie | Datum           | Plaats |
| --------- | --------- | --------------- | ------ |
| 800 m     | 1.48,65   | 7 februari 2015 | Gent   |

## Palmares

### 800 m
- 2009: 8e ½ fin. WK U18 in Bressanone - 1.57,12
- 2010:  BK AC - 1.53,47
- 2011:  BK indoor AC - 1.52,52
- 2011:  BK AC - 1.50,38
- 2012:  BK AC - 1.51,43
- 2013: 8e EK U23 in Tampere - 1.47,74
- 2015:  BK indoor AC - 1.49,44

### veldlopen
- 2018:  BK AC korte cross